# ICAM-3
ICAM-3 (англ. Inter-Cellular Adhesion Molecule 3, CD50) — молекула клеточной адгезии из группы ICAM, лиганд интегриновых рецепторов LFA-1 и альфа-L/бета-2. Клонирован в 1992 году.

## Функции
Белки группы ICAM являются лигандами адгезии лейкоцитов LFA-1 (интегрин альфа-L/бета-2). ICAM-3 является также рецептором для интегрина альфа-D/бета-2. и играет роль в инициации иммунного ответа.
При физиологической стимуляции белок быстро и обратимо фосфорилируется по остаткам серина.

## Структура
Белок ICAM-3 состоит из 518 аминокислот, молекулярная масса белковой части — 59,5 кДа. N-концевой участок (456 аминокислот) является внеклеточным, далее расположен трансмембранный фрагмент и внутриклеточный фрагмент (37 аминокислот). Внеклеточный фрагмент включает 5 Ig-подобных повторов C2 типа, от 9 до 16 участков N-гликозилирования. Гликаны включают смесь разветвлённых три- и тетра-сахаридов и цепей с высоким содержанием маннозы.
Идентичность ICAM-3 с другими членами подгруппы ICAM-1 и ICAM-2 составляет 48% и 31%, соответственно.

## Тканевая специфичность
Белок высокоэкспрессирован на покоящихся лейкоцитах.

## См.также
- ICAM-1
- ICAM-2
- Кластер дифференцировки